# The Alabama Barnstormers
The Alabama Barnstormers war ein Bandname, das von verschiedenen Hillbilly-Bands während der 1920er- und 1930er-Jahre verwendet wurde.

## Bekannte Verwendungen
Die beiden bekanntesten Musiker, die diesen Namen nutzten, waren Riley Puckett und Hugh Cross, die einige ihrer gemeinsamen Duette als The Alabama Barnstormers veröffentlichten. Der größte Teil ihrer gemeinsamen Produktionen, wie der Hit Red River Valley von 1927, erschien jedoch unter ihren richtigen Namen.
Das Old-Time-Duo Darby and Tarlton verwendete für ihre Aufnahme von Little Bessie, die sie am 31. Oktober 1929 in Atlanta, Georgia, machte, den Namen Alabama Barn Stormers für die Überseeveröffentlichungen in Großbritannien und Australien, die von Regal-Zonophone vertrieben wurden. Die Originalsingle (Columbia D-15492) erschien jedoch unter ihrem eigentlichen Namen.

## Weitere Verwendungen
Die Regal-Zonophone Record Company nutzte den Namen The Alabama Barn Stormers oder auch einfach Alabama Barnstormers weiterhin für folgende Interpreten, deren Werke auch in Übersee veröffentlicht wurden (das Label presste auf A- und B-Seite verschiedene Künstler, veröffentlichte sie aber beide unter dem Namen Alabama Barn Stormers):

### England
- McCartt Brothers / Leake County Revelers
- Elzie Floyd & Leo Boswell / Tom Darby & Jimmie Tarlton
- Roy Harvey & Earl Shirkley / Gid Tanner and his Skillet Lickers
- Hugh Cross & Riley Puckett / Ira & Eugene Yates
- Eddie Younger and his Mountaineers (beide Seiten)
- Dixie Reelers / B-Seite von Cliff Carlisle und seinem Sohn Tommy unter ihrem richtigen Namen
- The Blue Sky Boys (beide Seiten)

### Australien
- Leake County Revelers (beide Seiten)
- Clayton McMichen’s Melody Men / Leake County Revelers